# 任佐
任佐（？—？），山西汾州府介休縣人，清朝政治人物。

## 生平
順治二年（1645年）乙酉科山西鄉試舉人，三年（1646年）聯捷丙戌科進士。授涉縣知縣，六年（1649年）六月，因抗清將領周可文率部攻入涉縣，任佐無力抵禦棄城逃走被擒，後罷職歸里。